# Cygnus CRS Orb-2
Cygnus CRS Orb-2 (также известный как Orbital-2) — второй полёт грузового корабля Cygnus к Международной космической станции по контракту снабжения Commercial Resupply Services (CRS) с НАСА.
Третий полёт космического корабля Cygnus. Корабль назван в честь астронавта НАСА Дженис Элейн Восс.

## Запуск
22 мая 2014 года, в Космическом центре Стенниса, при стендовых огневых испытаниях ракетного двигателя AJ-26, пара которых установлена на первой ступени ракеты-носителя «Антарес», произошла авария. Несмотря на то, что двигатели, предназначенные для двух ближайших запусков ракеты-носителя прошли аналогичные испытания успешно, запланированный на 10 июня 2014 запуск был перенесён до выяснения всех обстоятельств произошедшего происшествия, сначала на 17 июня, затем на 10 июля и, наконец, 11 июля.
Запуск, намеченный на 11 июля 2014 года отложен на сутки из-за грозового фронта, приближающегося к району стартового комплекса. 12 июля запуск также не состоялся, в связи с неблагоприятными погодными условиями.
Запуск состоялся 13 июля 2014 года в 16:52 UTC со стартовой площадки LP-0A Среднеатлантического регионального космопорта. Спустя 10 минут космический корабль был выведен на орбиту с параметрами: 191х284 км, наклонение 51,64°, немного ниже ожидаемого.
Это был четвёртый запуск ракеты-носителя «Антарес», второй и последний запуск версии «Антарес-120» со второй ступенью Castor 30B.

## Сближение и стыковка
16 июля, в 10:36 UTC, космический корабль Cygnus был захвачен манипулятором «Канадарм2», управляемым командами с Земли и затем, в 12:53 UTC, пристыкован к модулю «Гармония».

## Полезная нагрузка
Cygnus доставил на МКС 1656 кг полезного груза (1494 кг без учёта упаковки), в том числе:
- Провизия и вещи для экипажа — 764,2 кг
- Оборудование и детали станции — 355,1 кг
- Материалы для научных исследований — 327 кг
- Компьютеры и комплектующие — 8,1 кг
- Оборудование для выхода в открытый космос — 39,4 кг

Среди прочего доставлена вторая партия из 28 малых спутников Flock-1b, компании Planet Labs.
Перед отстыковкой корабль загружен для утилизации около 1 300 кг мусора.

## Отстыковка и завершение миссии
В 9:14 UTC 15 августа 2014 года космический корабль был отстыкован от МКС с помощью манипулятора «Канадарм2», и в 10:40 UTC Cygnus был отпущен.
17 августа в 13:11 UTC, на высоте около 80 км, корабль Cygnus вошёл в плотные слои атмосферы, после чего разрушился.